# OUT (漫畫)
《OUT》是由井口達也原作、作畫的日本漫畫，開始連載於2012年6月12日發售《Young Champion》（ヤングチャンピオン）2012年No.13。改編真人電影將於2023年11月17日上映，品川祐執導，倉悠貴主演。

## 真人電影

### 登場人物
- 川口達也：倉悠貴[3]
- 丹澤敦司：醍醐虎汰朗[3]
- 安倍要：水上恆司[3]
- 皆川千紘：與田祐希[4]
- 長嶋圭吾：與那城獎（JO1）[5]
- 目黑修也：大平祥生（JO1）[5]
- 澤村良：金城碧海（JO1）[5]
- 田口勝：小柳心[6]
- 武藤將吾：久遠親[6]
- 今井啓二：山崎龍太郎[6]
- 下原一雅：宮澤佑[6]
- 下原孝二：長田拓郎[6]
- 下原賢三：仲野溫[6]
- 伊丹久藏：杉本哲太[7]
- 伊丹靜香：渡邊滿里奈[7]
- 石戶：JIRO（SISSONNE）[7]
- 少年院教官：大悟（千鳥）[7]
- 烤肉店顧客：庄司智春（品川庄司）[7]

### 製作團隊
- 原作：井口達也・みずたまこと『OUT』（秋田書店『Young Champion Comics』刊）
- 導演・劇本：品川祐
- 主題曲：JO1「HIDEOUT」[8]
- 制作：吉本興業
- 制作協力：THE FOOL
- 發行商：KADOKAWA

## 外部連結
- 漫畫官方網站（日語）
- 真人電影官方網站（日語）
  - 真人電影的X（前Twitter）（日語）
  - 真人電影的Instagram帳戶（日語）